# إيلونا كورستين
إيلونا كورستين (الروسية: Корстин, Илона Кальювна) مواليد 30 مايو 1980 في سانت بطرسبرغ، هي لاعبة كرة سلة روسية سابقة. بدأت مسيرتها الاحترافية في سنة 1996. مثلت منتخب بلادها. شاركت في دورة الألعاب الأولمبية الصيفية سنة 2004. حققت المركز الثاني في كأس العالم لكرة السلة للسيدات 2002. اعتزلت اللعب في 2013.

## المسيرة الاحترافية
لعبت مع نادي بورجيز لكرة السلة للسيدات من سنة 1997 إلى 2003، ثم لعبت مع نادي بشكتاش لكرة السلة للسيدات في موسم 2011–2012، ثم لعبت مع نادي أفينيدا لكرة السلة للسيدات في سنة 2012.

## سجل المنافسة
شاركت في المنافسات التالية:
- الألعاب الأولمبية الصيفية 2004
- الألعاب الأولمبية الصيفية 2008
- الألعاب الأولمبية الصيفية 2012

## الميداليات
| الميدالية | المسابقة                           |
| --------- | ---------------------------------- |
| برونزية   | الألعاب الأولمبية الصيفية 2004     |
| برونزية   | الألعاب الأولمبية الصيفية 2008     |
| فضية      | كأس العالم لكرة السلة للسيدات 2002 |
| فضية      | كأس العالم لكرة السلة للسيدات 2006 |

## روابط خارجية
- إيلونا كورستين على موقع الاتحاد الدولي لكرة السلة (الإنجليزية)
- إيلونا كورستين على موقع الاتحاد الوطني لكرة السلة النسائية (الإنجليزية)
- إيلونا كورستين على موقع كرة السلة الأوروبية.كوم (الإنجليزية)
- إيلونا كورستين على موقع بروبوليرز (الإنجليزية)
- إيلونا كورستين على موقع سبورتس رفرنس (الإنجليزية)
- إيلونا كورستين على موقع سبورتس رفرنس (الإنجليزية)
- إيلونا كورستين على موقع أوليمبيديا (الإنجليزية)